# Leni Adams
Leni Adams (* 16. Juni 1985 als Leni Speidel in Reutlingen, Deutschland) ist eine deutsche Schauspielerin.

## Leben
Leni Adams wuchs in Reutlingen auf. Sie machte ihr Abitur am Johannes-Kepler-Gymnasium. Ihr Studium zur PR & Kommunikationsmanagerin schloss sie mit dem Bachelor of Arts ab. Als Schauspielerin wurde sie 2010 auf der Berlinale vom chinesischen Regisseur Danny Cheng Wan-Cheung, genannt Scud entdeckt. Anschließend ließ sie sich von 2012 bis 2014 in Paris am Cours Eva Saint-Paul als Schauspielerin ausbilden. Sie spielt Rollen in nationalen, sowie internationalen Produktionen in deutscher, spanischer, französischer und englischer Sprache.
Ihre erste Hauptrolle erhielt sie im Drama Voyage von Scud. Seither hat sie Rollen in Filmen von Margarethe von Trotta, Wolfgang Groos, Adrian Goiginger und weiteren namhaften Regisseuren gespielt. 2017 drehte sie mit Carmen Maura im Film Oh! Mammy Blue in Madrid. 2018 erhielt Leni Speidel den Preis als Beste Nebendarstellerin für das Drama Robin – Watch for Wishes auf dem Queen Palm International Film Festival. Im selben Jahr dreht sie den Actionfilm Der letzte Bulle mit dem Schauspieler Henning Baum unter der Regie von Regisseur Peter Thorwarth. 2019 stand sie für den Kurzfilm Divertimento erstmals mit Hollywoodgrößen wie Kellan Lutz und Torrey DeVitto vor der Kamera.

## Filmografie (Auswahl)
- 2013: Voyage, Regie: Scud
- 2015: Toro, Regie: Martin Hawie
- 2015: Take The Chance, Regie: Adrian Goiginger
- 2016: Marie Brand und die rastlosen Seelen, Regie: Florian Kern
- 2017: Forget About Nick, Regie: Margarethe von Trotta
- 2018: Oh! Mammy Blue, Regie: Antonio Hens
- 2018: Pastewka, Regie: Wolfgang Groos
- 2018: Robin – Watch for Wishes (YouTube-Film)
- 2019: Lindenstraße, Regie: Ester Amrami
- 2019: Professor T., Regie: Thomas Jahn
- 2019: Alarm für Cobra 11, Regie: Darius Simaifar
- 2019: Rentnercops, Regie: Thomas Durchschlag
- 2019: Der letzte Bulle, Regie: Peter Thorwarth
- 2020: Im Schatten das Licht, Regie: Vivian Naefe
- 2020: Divertimento, Regie: Keyvan Sheikhalishahi
- 2020: Tonis Welt, Regie: Felix Ahrens
- 2021: Wilsberg: Überwachen und belohnen, Regie: Dominic Müller
- 2022: Rosamunde Pilcher: Liebe und andere Schätze, Regie: Marc Prill
- 2023: Lena Lorenz: Fels in der Brandung, Regie: Ulrike Hamacher
- 2023: Mona & Marie – Ein etwas anderer Geburtstag, Regie: Britta Keils
- 2023: Die Bergretter – Späte Reue, Regie: Ralph Polinski

## Preise und Auszeichnungen
- Queen Palm International Film Festival 2018, Winner Silver Award Best Supporting Actress Robin – Watch for Wishes (2018)
- Sydney Indie Film Festival 2018 Nominee Jury Prize Best Actress Robin – Watch for Wishes (2018) feature